# Spergo
Spergo é um gênero de gastrópodes pertencente a família Raphitomidae.

## Espécies
- Spergo aithorrhis Sysoev & Bouchet, 2001[2]
- Spergo fusiformis (Habe, 1962)[3]
- Spergo glandiniformis (Dall, 1895)[4]
- Spergo nipponensis Okutani & Iwahori, 1992[5]
- Spergo parunculis Stahlschmidt, Chino & Fraussen, 2015

Espécies trazidas para a sinonímia
- Spergo glandiformis (Dall, 1895): sinônimo de Spergo glandiniformis (Dall, 1895) (erro ortográfico)
- Spergo sibogae Schepman, 1913: sinônimo de Gymnobela sibogae (Schepman, 1913) (combinação original)